# Unione Sportiva Sanremese 1978-1979
Questa voce raccoglie le informazioni riguardanti l'Unione Sportiva Sanremese nelle competizioni ufficiali della stagione 1978-1979.

## Stagione
Nella stagione 1978-1979 la Sanremese disputò il suo primo campionato di Serie C2. Vincitrice del girone A, fu promossa in Serie C1 al termine.
Non prese parte alla Coppa Italia Semiprofessionisti, poiché la partecipazione alla competizione era preclusa alle squadre promosse dalla Serie D.

## Divise
| 1ª divisa | 2ª divisa |

## Organigramma societario
Area direttiva
- Presidente: Gianni Borra
- Segretario: Emo Cremaschi

Area tecnica
- Allenatore: Elvio Fontana (fino al 7 novembre 1978)[2], poi Ezio Caboni

## Rosa
| N. |                   | Ruolo | Calciatore          |
| -- | ----------------- | ----- | ------------------- |
|    | Italia (bandiera) | P     | Renato Carraro      |
|    | Italia (bandiera) | P     | Franco Lorenzetti   |
|    | Italia (bandiera) | D     | Marco Adriano       |
|    | Italia (bandiera) | D     | Marino Cantore      |
|    | Italia (bandiera) | D     | Luigi Cichero       |
|    | Italia (bandiera) | D     | Ettore Gazzano      |
|    | Italia (bandiera) | D     | Mario Laura         |
|    | Italia (bandiera) | D     | Gian Luigi Maggioni |
|    | Italia (bandiera) | D     | Giuseppe Olivieri   |
|    | Italia (bandiera) | C     | Dino Bertazzon      |

| N. |                   | Ruolo | Calciatore       |
| -- | ----------------- | ----- | ---------------- |
|    | Italia (bandiera) | C     | Ezio Chiogna     |
|    | Italia (bandiera) | C     | Maurizio De Luca |
|    | Italia (bandiera) | C     | Rosolino Notaro  |
|    | Italia (bandiera) | C     | Angelo Scaburri  |
|    | Italia (bandiera) | C     | Loris Trevisani  |
|    | Italia (bandiera) | C     | Enrico Vella     |
|    | Italia (bandiera) | A     | Cesare Melillo   |
|    | Italia (bandiera) | A     | Mario Rolfo      |
|    | Italia (bandiera) | A     | Dario Tosetti    |

## Risultati

### Serie C2

#### Girone d'andata
| San Giovanni Valdarno 1º ottobre 1978 1º Giornata | Sangiovannese      | 0 – 0 | Sanremese | Stadio Comunale\| Arbitro: \| De Marchi (Novara) \| |
| Arbitro:                                          | De Marchi (Novara) |       |           |                                                     |

| Arbitro: | Piemonte (Milano) |

|           |           |  |
| Vella 67’ | Marcatori |  |

| Arbitro: | Albertini (Voghera) |

|              |           |           |
| Lombardi 85’ | Marcatori | 61’ Vella |

| Arbitro: | Meles (Lecco) |

|                      |           |                                |
| Bertazzon 79’ (rig.) | Marcatori | 45’ (rig.) Zana 85’ Battistini |

| Civitavecchia 29 ottobre 1978 5º Giornata | Civitavecchia   | 0 – 0 | Sanremese | Stadio Comunale\| Arbitro: \| Sanna (Alghero) \| |
| Arbitro:                                  | Sanna (Alghero) |       |           |                                                  |

| Arbitro: | Pavirani (Cesena) |

|            |           |  |
| Gritti 70’ | Marcatori |  |

| Sanremo 12 novembre 1978 7º Giornata | Sanremese         | 0 – 0 | Olbia | Stadio Comunale\| Arbitro: \| Guardini (Verona) \| |
| Arbitro:                             | Guardini (Verona) |       |       |                                                    |

| Grosseto 19 novembre 1978 8º Giornata | Grosseto       | 0 – 0 | Sanremese | Stadio Comunale\| Arbitro: \| Zeoli (Napoli) \| |
| Arbitro:                              | Zeoli (Napoli) |       |           |                                                 |

| Arbitro: | Camensi (Milano) |

|             |           |           |
| Adriano 38’ | Marcatori | 80’ Lanni |

| Montecatini Terme 3 dicembre 1978 10º Giornata | Montecatini        | 0 – 0 | Sanremese | Stadio Comunale\| Arbitro: \| Baldini (Piacenza) \| |
| Arbitro:                                       | Baldini (Piacenza) |       |           |                                                     |

| Arbitro: | Pezzella (Frattamaggiore) |

|           |           |  |
| Rolfo 47’ | Marcatori |  |

| Arbitro: | Valente (Monfalcone) |

|            |           |                                     |
| Toschi 78’ | Marcatori | 24’ Rolfo 30’ Trevisani 72’ De Luca |

| Arbitro: | Ongaro (Rovigo) |

|  |           |            |
|  | Marcatori | 55’ Polvar |

| Cerreto Guidi 7 gennaio 1979 14º Giornata | Cerretese      | 0 – 0 | Sanremese | Stadio Comunale\| Arbitro: \| Segreto (Roma) \| |
| Arbitro:                                  | Segreto (Roma) |       |           |                                                 |

| Arbitro: | Greco (Lecce) |

|             |           |  |
| Adriano 72’ | Marcatori |  |

| Arbitro: | Boschi (Parma) |

|             |           |  |
| Melillo 35’ | Marcatori |  |

| Arbitro: | Marchese (Frattamaggiore) |

|            |           |                               |
| Marino 35’ | Marcatori | 4’, 56’ Melillo 39’ Trevisani |

#### Girone di ritorno
| Arbitro: | Galbiati (Monza) |

|  |           |                |
|  | Marcatori | 73’ Santarelli |

| Arbitro: | Cerquoni (San Severino Marche) |

|           |           |  |
| Rossi 57’ | Marcatori |  |

| Arbitro: | Camensi (Milano) |

|                                       |           |  |
| Melillo 15’ Trevisani 45’ Tosetti 64’ | Marcatori |  |

| Arbitro: | Scevola (Milano) |

|                |           |             |
| Stivanello 66’ | Marcatori | 82’ Melillo |

| Taggia 4 marzo 1979 22º Giornata                                  | Sanremese | 3 – 0 | Civitavecchia | Stadio Ezio Sclavi |
| \| \| \| \| \| Tosetti 17’ Rolfo 87’ Vella 90’ \| Marcatori \| \| |           |       |               |                    |
|                                                                   |           |       |               |                    |
| Tosetti 17’ Rolfo 87’ Vella 90’                                   | Marcatori |       |               |                    |

| Arbitro: | Di Sabatino (Teramo) |

|                           |           |  |
| Adriano 23’ Trevisani 60’ | Marcatori |  |

| Arbitro: | Sguizzato (Verona) |

|                     |           |                            |
| Marongiu 36’ (rig.) | Marcatori | 50’ (aut.) Petta 63’ Rolfo |

| Taggia 1º aprile 1979 25º Giornata | Sanremese       | 0 – 0 | Grosseto | Stadio Ezio Sclavi\| Arbitro: \| Giannoni (Jesi) \| |
| Arbitro:                           | Giannoni (Jesi) |       |          |                                                     |

| Arbitro: | Da Pozzo (Monza) |

|                     |           |  |
| Prati 21’, 57’, 63’ | Marcatori |  |

| Arbitro: | Filippi Filippi (Pavia) |

|                       |           |             |
| Adriano 86’ Vella 89’ | Marcatori | 6’ Ramagini |

| Imperia 29 aprile 1979 28º Giornata | Imperia        | 0 – 0 | Sanremese | Stadio Nino Ciccione\| Arbitro: \| Agate (Torino) \| |
| Arbitro:                            | Agate (Torino) |       |           |                                                      |

| Arbitro: | Marascia (Roma) |

|                  |           |  |
| Rolfo 47’ (rig.) | Marcatori |  |

| Arbitro: | Mele (Bergamo) |

|            |           |                         |
| Polvar 79’ | Marcatori | 11’ Melillo 40’ Adriano |

| Arbitro: | Valente (Monfalcone) |

|             |           |  |
| Melillo 30’ | Marcatori |  |

| Arbitro: | Stillacci (Torino) |

|             |           |               |
| Panizza 52’ | Marcatori | 76’ Trevisani |

| Arbitro: | Rinaldi (Caserta) |

|  |           |             |
|  | Marcatori | 66’ Melillo |

| Arbitro: | Falsetti (Roma) |

|                                       |           |  |
| Melillo 13’ Maggioni 33’ Scaburri 69’ | Marcatori |  |

## Statistiche

### Statistiche di squadra
| Competizione | Punti | In casa | In casa | In casa | In casa | In casa | In casa | In trasferta | In trasferta | In trasferta | In trasferta | In trasferta | In trasferta | Totale | Totale | Totale | Totale | Totale | Totale | DR  |
| Competizione | Punti | G       | V       | N       | P       | Gf      | Gs      | G            | V            | N            | P            | Gf           | Gs           | G      | V      | N      | P      | Gf     | Gs     | DR  |
| ------------ | ----- | ------- | ------- | ------- | ------- | ------- | ------- | ------------ | ------------ | ------------ | ------------ | ------------ | ------------ | ------ | ------ | ------ | ------ | ------ | ------ | --- |
| Serie C2     | 44    | 17      | 11      | 3       | 3       | 21      | 6       | 17           | 5            | 9            | 3            | 14           | 12           | 34     | 16     | 12     | 6      | 35     | 18     | +17 |

### Statistiche dei giocatori[4]
| Giocatore     | Serie C2 | Serie C2 |
| Giocatore     | Presenze | Reti     |
| ------------- | -------- | -------- |
| M. Adriano    | 34       | 5        |
| D. Bertazzon  | 18       | 1        |
| M. Cantore    | 2        | 0        |
| R. Carraro    | 12       | -?       |
| E. Chiogna    | 8        | 0        |
| L. Cichero    | 32       | 0        |
| M. De Luca    | 30       | 1        |
| E. Gazzano    | 33       | 0        |
| M. Laura      | 23       | 0        |
| F. Lorenzetti | 23       | -?       |
| G.L. Maggioni | 23       | 1        |
| C. Melillo    | 29       | 9        |
| R. Notaro     | 3        | 0        |
| G. Olivieri   | 14       | 0        |
| M. Rolfo      | 26       | 5        |
| A. Scaburri   | 22       | 1        |
| D. Tosetti    | 13       | 2        |
| L. Trevisani  | 28       | 5        |
| E. Vella      | 31       | 4        |